# Laíxevo
Laíxevo - Лаишево (rus) - és una ciutat de la República del Tatarstan, a Rússia.

## Història
La vila fou fundada el 1557 i rebé l'estatus de ciutat el 1781 amb el nom de Laítxevdas. El 1926 perdé el seu estatus i li donaren el nom de Laíxevo. El 1950 rebé l'estatus de vila urbana i el 9 de setembre del 2004 el de ciutat.